# (1533) Saimaa
(1533) Saimaa est un astéroïde de la ceinture principale.

## Description
(1533) Saimaa est un astéroïde de la ceinture principale. Il fut découvert le 19 janvier 1939 à Turku par Yrjö Väisälä. Il présente une orbite caractérisée par un demi-grand axe de 3,01 UA, une excentricité de 0,04 et une inclinaison de 10,7° par rapport à l'écliptique.

## Compléments